# Oxyperas lentiginosa
Oxyperas lentiginosa is een tweekleppigensoort uit de familie van de Mactridae. De wetenschappelijke naam van de soort is voor het eerst geldig gepubliceerd in 1852 door Gould.